# Milko Valent
Milko Valent (Zagreb, 6. srpnja 1948.), hrvatski pisac
Milko Valent, prozaik, pjesnik, dramatičar, esejist, teoretičar i kazališni kritičar, rođen je 6. srpnja 1948. u Zagrebu, gdje je na Filozofskom fakultetu diplomirao filozofiju i komparativnu književnost. Nakon završenog studija počinje stvaralačku karijeru, te kao profesionalni pisac redovito piše i objavljuje od jeseni 1976. Valent je iznimno plodan pisac. Ovjenčan je Maslinovim vijencem na Croatia rediviva: Ča, Kaj, Što – baštinski dani, jezično-pjesničkoj smotri u Selcima na otoku Braču 2009. i tako postao poeta oliveatus.
Suradnik je stotinjak časopisa, listova, magazina, novina i mnogih radijskih programa. Sudjelovao je na dvadesetak izložbi te u publikacijama konkretne i vizualne poezije. Nastupa diljem zemlje i u inozemstvu (do sada oko 200 nastupa) njegujući forme kao što su recital, performans, provokativni razgovor i predavanje. Zastupljen je u mnogobrojnim antologijama, panoramama i izborima poezije, proze, drame i eseja. Manji dijelovi iz njegova opusa prevedeni su na slovenski, mađarski, makedonski, slovački, rusinski, talijanski, poljski, njemački, esperanto i engleski jezik. 
Za dramu Ground Zero Aleksandra dobio je 2002. prvu, a za dramu Gola Europa 2000. treću nagradu Marin Držić.
Jedan je od hrvatskih intelektualaca koji je kritički pisao o slijepom ulasku Hrvatske u EU (u Forumu 10-12, Odlagalište europskog otpada).

## Djela

### Knjige
- Carpe diem (filozofija, teorijski eseji), CKD, Zagreb, 1979.

- Leptiri arhetipa (poezija), Mladost, Zagreb, 1980.
- Zadimljena lopta (poezija), ICRevija, Osijek, 1981.
- Koan (poezija), ICR, Rijeka, 1984.
- Gorki deserti (proza), Globus, Zagreb, 1984.
- Ordinacija za kretene (proza), ICRevija, Osijek, 1986.
- Clown (roman), ICR, Rijeka, 1988.
- Erotologike (filozofija, teorijski eseji), ICRevija, Osijek, 1988.
- Totalni spol (teorija jezika, feminizam, polemika, eseji), Mladost,  Zagreb, 1989.
- Slatki automati (poezija), ICRevija, Osijek, 1990.
- Erektikon (poezija), Univerzitetska riječ, Nikšić, 1990.
- Al-Gubbah (proza), Azur Journal, Zagreb, 1992.
- Rupa nad rupama (poezija), Perun, Zagreb, 1995.
- Plava krv (poezija), Naklada MD, Zagreb, 1997.
- Vrijeme je za kakao (proza), Areagrafika, Zagreb 1998.
- Bubnjevi i čipke (drame), Areagrafika, Zagreb, 2000.
- Jazz, afrička vuna (poezija), Naklada MD, Zagreb, 2001.
- Neuro-Neuro (poezija), Meandar, Zagreb, 2001.
- Eurokaz - užareni suncostaj (kazališne kritike), Naklada MD, Zagreb, 2002.
- Fatalne žene plaču na kamionima (roman), Naklada MD, Zagreb, 2002.
- Nježna palisandrovina (proza), Meandar, Zagreb, 2003.
- Demonstracije u jezgri (poezija), Stajergraf, Zagreb, 2004.
- Isus u kampu (proza), Stajergraf, Zagreb, 2004.
- Der zarte Palisander (proza), Schreibheft 64, Essen, 2005.
- PlayStation, dušo (roman), Profil, Zagreb, 2005.
- Zero (dramska trilogija), Profil, Zagreb, 2006.
- Al-Gubbah (proza), II. prošireno - elektroničko - izdanje, DPKM, Zagreb, 2006.

### Drame
- Plaidoyer po pički (psihodrama), Pitanja 4-5, Zagreb, 1980.
- Higijena mjesečine (radiodrama), Revija 10, Osijek, 1987.
- Zelena dolina (radiodrama), Quorum 3, Zagreb, 1991.
- Neonski rubovi (radiodrama), Quorum 1, Zagreb, 1996.
- Ink In The Eye (radiodrama), The Bridge 1-2, Zagreb, 1998.
- Gola Europa (drama), Dubrovnik 3, Dubrovnik, 2002.
- Bordel divljih jabuka (drama), Quorum 4, Zagreb, 2002.
- Danas je Valentinovo (radiodrama), Forum 4-6, Zagreb, 2003.
- Gola Europa (drama, II. dio, Mjesečina), Aleph 10-11, Osijek, 2003.
- Ground Zero Aleksandra (drama), Dubrovnik 2-3, Dubrovnik, 2004.
- Sarajevo Blues (drama), Riječi 3-4, Matica Hrvatska Sisak, Sisak, 2005.
- Nema više Apokalipse (drama), Dubrovnik 4, Dubrovnik, 2006.

### Izvedene radiodrame
- Plaidoyer po pički, Radio Novi Sad, režija Srđan Arsenijević, Novi Sad, 1988.
- Higijena mjesečine, Radio Novi Sad, režija Srđan Arsenijević, Novi Sad, 1988.
- Zelena dolina (na slovenskom), Radio Maribor, režija Branko Brezovec, Maribor, 1996.
- Danas je Valentinovo, Hrvatski radio, režija Biserka Vučković, Zagreb, 2000.
- Tinta u oku, Hrvatski radio, režija Dejan Šorak, Zagreb, 2001.
  - Zelena dolina, Hrvatski radio, režija Vedrana Vrhovnik, Zagreb, 2001.
- Plaidoyer po pički, Hrvatski radio, režija Mario Kovač, Zagreb, 2008.

### Izvedene drame
- Gola Europa, Hrvatsko narodno kazalište, režija Ivan Leo Lemo, Zagreb, 2003.

### Prijevodi (izbor)
- Ink In The Eye - radiodrama, engleski, The Bridge 1-2, prevela Vera Jovanović, Zagreb, 1998.
- Poems - poezija, Poetry International Web, engleski, preveo Miloš Đorđević, Rotterdam, 2004.
- Der zarte Palisander - proza, Schreibheft 64, njemački, prevela Alida Bremer, Essen, 2005.
- Coitus reservatus – filozofski esej, Tiszataj 6, mađarski, preveo Balázs Attila, Szeged, 2005.